# Centerville (Iowa)
Pour les articles homonymes, voir Centerville.
La ville de Centerville est le siège du comté d'Appanoose, situé dans l'Iowa, aux États-Unis. Elle comptait 5 924 habitants lors du recensement de 2010.

## Personnalités liées à la ville
- Bobbi Jene, danseuse contemporaine américaine.